# آبی مثل دریا
آبی مثل دریا (با نام قبلی: چهره‌ها) یک مجموعه تلویزیونی محصول سال ۱۳۸۱ به کارگردانی و نویسندگی ابوالقاسم معارفی و تهیه‌کنندگی محمود فلاح می‌باشد که از شبکه تهران پخش شد.
داستان در مورد پسری با بازی (شهرام پور اسد) می باشد که طی حادثه ای نابینا می شود و مجبور می شود که با شرایط جدید خودش را وفق دهد، اما تحمل نابینای را ندارد و افسرده می‌گردد. در این میان آشنایی مادر او با مادر دختری که وی نیز همسن پسرش است و از کودکی نابینا بوده است باعث ایجاد رابطه خانوادگی بین آنها می شود و در این میان پسر با همصحبتی با دختر شرایطش را می پذیرد و زندگی جدیدی را آغاز می‌کند. 

## بازیگران
- رؤیا تیموریان در نقش خورشید
- سعید نیک‌پور در نقش نادر
- زهرا سعیدی
- شمسی فضل‌الهی
- سیاوش طهمورث
- فخرالدین صدیق‌شریف
- امیر دلاوری در نقش رحیم
- فرداد صفاخو
- مهدی امینی‌خواه
- شهرام پوراسد
- محمد اسکندری
- فریبرز سمندرپور
- آتش تقی‌پور
- آزاده زنگنه
- مریم عبدالملکی
- حمید مهرآرا
- نازک پرستار
- داود رشیدی
- فرزانه معارفی
- حمیدرضا معارفی
- مهدی نجومی
- علیرضا معارفی
- بهاره معارفی
- رضا زهره‌وند
- داود بنی‌اسد
- رضا قشمی
- فائزه محمدی
- مهرزاد عاطفی
- مرجان امیرارجمند
- محمد دهقان
- زینب کاظمی
- میترا خواجه ئیان
- احمدعلی آبسالان
- مهین موحدی
- شعله پاکروان
- ناهید فاضلی
- صادق پدیدار
- صادق توکلی
- کریم نشاط
- حسن زارع
- پیام ایرایی
- ناصر نشاط
- مجتبی احمدی
- بابک کشوری
- وحید امینی
- علی امیدی‌دوست
- محمدعلی علی‌اف

## عوامل تولید
- نویسنده و کارگردان: ابوالقاسم معارفی
- مدیر تصویربرداری: کاظم شهبازی
- موسیقی: محمدرضا چراغعلی
- صدابردار: رضا کنشلو
- دستیار صدا: حمید محمودی
- طراح گریم: مهین نویدی
- اجرای گریم: بابک شعاعی، ساقی شاهمرادی، احمد جهانگیرپور
- تدوین: آرش معیریان
- صداگذاری و عنوان بندی: بابک رضاخانی
- صحنه و لباس: محمدهادی قمیشی
- دستیار اول: مهدی دیلمی
- دستیار دوم: علی تابع امام
- دستیاران تصویر: منوچهر کاملی، ریتا ابراهیمی
- مدیر تدارکات: رضا محمدی
- هماهنگی تدارکات: علی آقااکبری
- مجری طرح: حسین صابری
- مدیر تولید: فرشته مهدی‌زاده
- مشاور کارگردان: مرتضی صادقکار
- دستیار اول کارگردان: مهدی صحرائی
- ناظر کیفی: مجید موسویان
- برنامه‌ریز: محمدرضا حسینی قانع
- منشی صحنه: عذرا پورمند
- تهیه‌کننده: محمود فلاح